# Monsieur Fabre
Pour les articles homonymes, voir Fabre.
Pour plus de détails, voir Fiche technique et Distribution.
Monsieur Fabre est un film français réalisé par Henri Diamant-Berger, sorti en 1951.

## Synopsis
Film sur la vie de l'entomologiste Jean-Henri Fabre, consacrée entièrement à l'étude passionnée des mœurs des insectes. D'Avignon à Paris, de Paris à Sérignan où il finira ses jours, et honoré par Raymond Poincaré, alors président de la République. Sa patience, son obstination, son savoir seront reconnus par Napoléon III, l'éditeur Delagrave, le philosophe Stuart Mill et trouveront leur aboutissement dans ses Souvenirs entomologiques.

## Fiche technique
- Titre : Monsieur Fabre
- Réalisation : Henri Diamant-Berger
- Scénario : Henri Diamant-Berger et Jack Kirkland
- Adaptation et dialogue : Henri Diamant-Berger et Jack Kirkland
- Décors :  Robert Giordani
- Costumes : Rosine Delamare
- Photographie : Claude Renoir	et Horace Woodard
- Son : William-Robert Sivel
- Montage : Christian Gaudin
- Musique : Hubert d'Auriol
- Producteur : Raymond Borderie
- Production : CICC, UGC, Films d'Art et Fidès
- Directeur de production : Walter Rupp
- Format : Noir et blanc - 1,37:1 - 35 mm - Son mono
- Genre : Comédie dramatique
- Durée : 90 minutes
- Date de sortie : 
  - France : 5 juillet 1951
- Affiche : Jacques Bonneaud (France)

## Distribution
- Pierre Fresnay : Henri Fabre
- Elina Labourdette : la Comtesse De Latour
- André Randall : John Stuart Mill
- Georges Tabet : le directeur d'Avignon
- Olivier Hussenot : le doyen d'Avignon
- Espanita Cortez : l'Impératrice Eugénie
- Paul Bonifas : Victor Duruy
- Jacques Emmanuel : Charles Delagrave
- Albert Cullaz : Jules Fabre
- France Descaut : Antonia Fabre
- Hubert Noël : l'amoureux d'Antonia
- Catherine Cullaz : Claire Fabre
- Jean-Pierre Maurin : le Prince Impérial (sous le nom J.P. Maurin)
- Élisabeth Hardy : Marie Fabre
- Pierre Bertin : Napoléon III
- Solange Varenne : la deuxième femme
- Patrick Dewaere : Émile

## Autour du film
On peut lire sur la jaquette du DVD distribué par L.C.J que Patrick Dewaere alors âgé de 4 ans jouait là son premier rôle. Il s'appelait Patrick Maurin.